# أليخاندرو لوبيز (لاعب كرة قدم مواليد 1988)
اليخاندرو لوبيز (بالإسبانية: Alejandro López Sánchez)‏ (11 يناير 1988 فيرول إسبانيا - ) هو لاعب كرة قدم إسباني يلعب كلاعب وسط.

## وصلات خارجية
اليخاندرو لوبيز على موقع قاعدة بيانات كرة القدم.إي يو (الإنجليزية)
- اليخاندرو لوبيز على موقع Soccerbase.com (لاعب) (الإنجليزية)
- اليخاندرو لوبيز على موقع Soccerway.com (الإنجليزية)
- اليخاندرو لوبيز على موقع AS.com (الإسبانية)